# Phyllis Danaher
Phyllis May Danaher (Brisbane, 27 luglio 1908 – Brisbane, 31 maggio 1991) è stata una ballerina, insegnante e coreografa australiana.

## Biografia

### Infanzia e vita privata
Danaher è nata il 27 luglio 1908 a Bulimba, un sobborgo di Brisbane, nel Queensland, da William Patrick Danaher e Ivy May (nata Bagnall). Cominciò a ballare nei primi anni '20 alla Margaret St Ledger e poi, dopo il 1927, con Marjorie Hollinshed che assunse la direzione della scuola. Una volta cresciuta, per approfondire le tecniche della danza, andò a Sydney per studiare alla Frances Scully School of Dance.

### Carriera

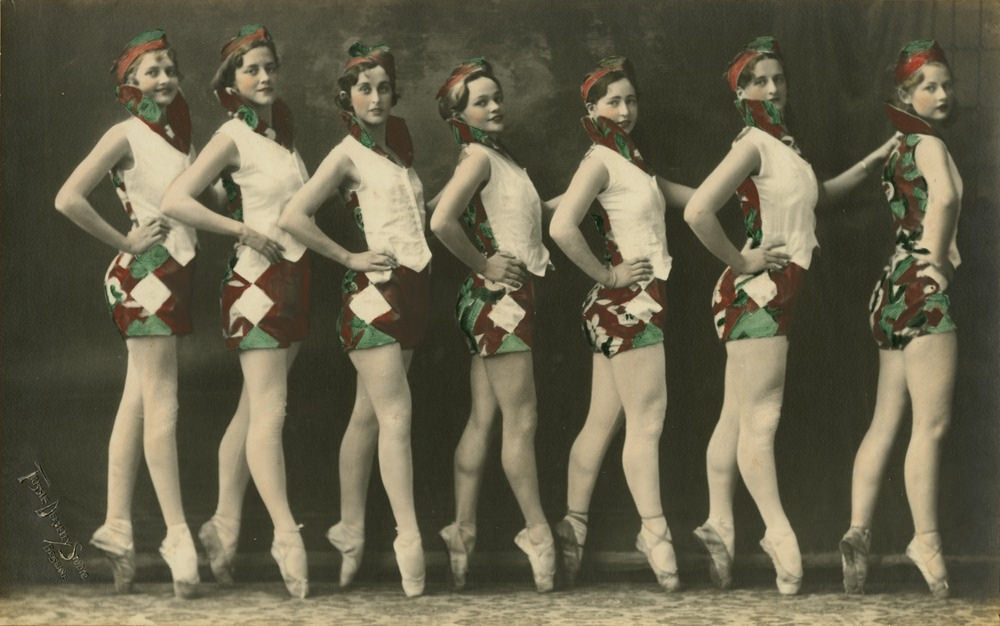
Phyllis Danaher nel 1931 alla Marjorie Hollinshed School of Dance (la terza da sinistra)

Danaher fu una delle ballerine di coda nella compagnia di Anna Pavlova a Brisbane durante il suo tour australiano del 1929 e negli anni '30 si esibì nei musical di J. C. Williamson. Successivamente divenne una comproprietaria della scuola gestita da Hollinshed, dove si era precedentemente formata, dopo che quest'ultima andò in pensione. Fu la prima insegnante del Queensland ad ottenere il "diploma di insegnante avanzato" dalla Royal Academy of Dance nel 1937. Quell'anno Danaher fondò la sezione del Queensland della "Australasian Society for Operatic Dancing and the Brisbane Ballet Theatre" che in seguito venne ribattezzata "Ballet Theatre of Queensland". Coreografò la prima teatrale australiana di The Wasps che debuttò al Brisbane City Hall nel 1956 e lavorò come direttrice di compagnia fino al 1984.
Dal 1957 al 1982 Danaher fu anche un insegnante per bambini per la Royal Academy of Dance. I suoi contributi sono stati riconosciuti dal gruppo con il titolo di "seguace della scuola" e per questo ricevette il premio di "Membro dell'Ordine dell'Impero Britannico" per il servizio di danza nel Queensland. Due degli studenti di maggior successo di Danaher furono i danzatori principali dell'Australian Ballet, Garth Welch e Lucette Aldous.

### Morte
Danaher morì a Clayfield, Brisbane, il 31 maggio 1991. Fu sepolta al Lutwyche Cemetery di Brisbane.

## Riconoscimenti
Dopo la sua morte è stata creata la borsa di studio "Phyllis Danaher Memorial" che viene assegnata a un ballerino che ha lavorato al Ballet Theatre of Queensland per almeno un anno.